# Sartirana Lomellina
Sartirana Lomellina – miejscowość i gmina we Włoszech, w regionie Lombardia, w prowincji Pawia.
Według danych na rok 2004 gminę zamieszkiwało 1900 osób, 65,5 os./km².